# University College (Oxford)
Pour les articles homonymes, voir University College.

Blason d'University College

University College, généralement appelé « Univ », est l'un des collèges constituants de l'université d'Oxford au Royaume-Uni.

## Historique
University College est fondé en 1249 par Guillaume de Durham, mort en 1249, et se vante ainsi d'être le plus ancien collège de l'université.
Une légende est née au XIVe siècle selon laquelle le collège aurait été fondé par le roi Alfred en 872. Cela explique pourquoi les armoiries du collège sont celles attribuées au roi Alfred, pourquoi le Visiteur est toujours le monarque régnant et pourquoi le collège a célébré son millénaire en 1872. La plupart s'accordent à dire qu'en réalité le collège a été fondé en 1249 par Guillaume de Durham. Il a légué de l'argent pour soutenir dix ou douze maîtres des arts étudiant la divinité, et une propriété connue sous le nom d'Aula Universitatis (salle universitaire) a été achetée en 1253. Cette date ultérieure permet toujours d'affirmer que l'Univ est le plus ancien des collèges d'Oxford, bien que cela soit contesté par le Balliol College et le Merton College. L'Université n'était ouverte qu'aux boursiers étudiant la théologie jusqu'au XVIe siècle. Le collège a acquis quatre propriétés sur son site actuel au sud de High Street en 1332 et 1336 et a construit un quadrilatère au XVe siècle.Au fur et à mesure de sa croissance en taille et en richesse, ses bâtiments médiévaux ont été remplacés par l'actuel Quadrangle Principal au XVIIe siècle. Bien que la première pierre ait été posée le 17 avril 1634, la perturbation de la guerre civile anglaise signifiait qu'elle ne fut achevée qu'en 1676. Radcliffe Quad suivit plus rapidement en 1719 et la bibliothèque fut construite en 1861. Comme beaucoup de collèges d'Oxford, l'University College a accepté sa première cohorte mixte en 1979, après avoir été auparavant une institution réservée aux hommes.

## Anciens étudiants

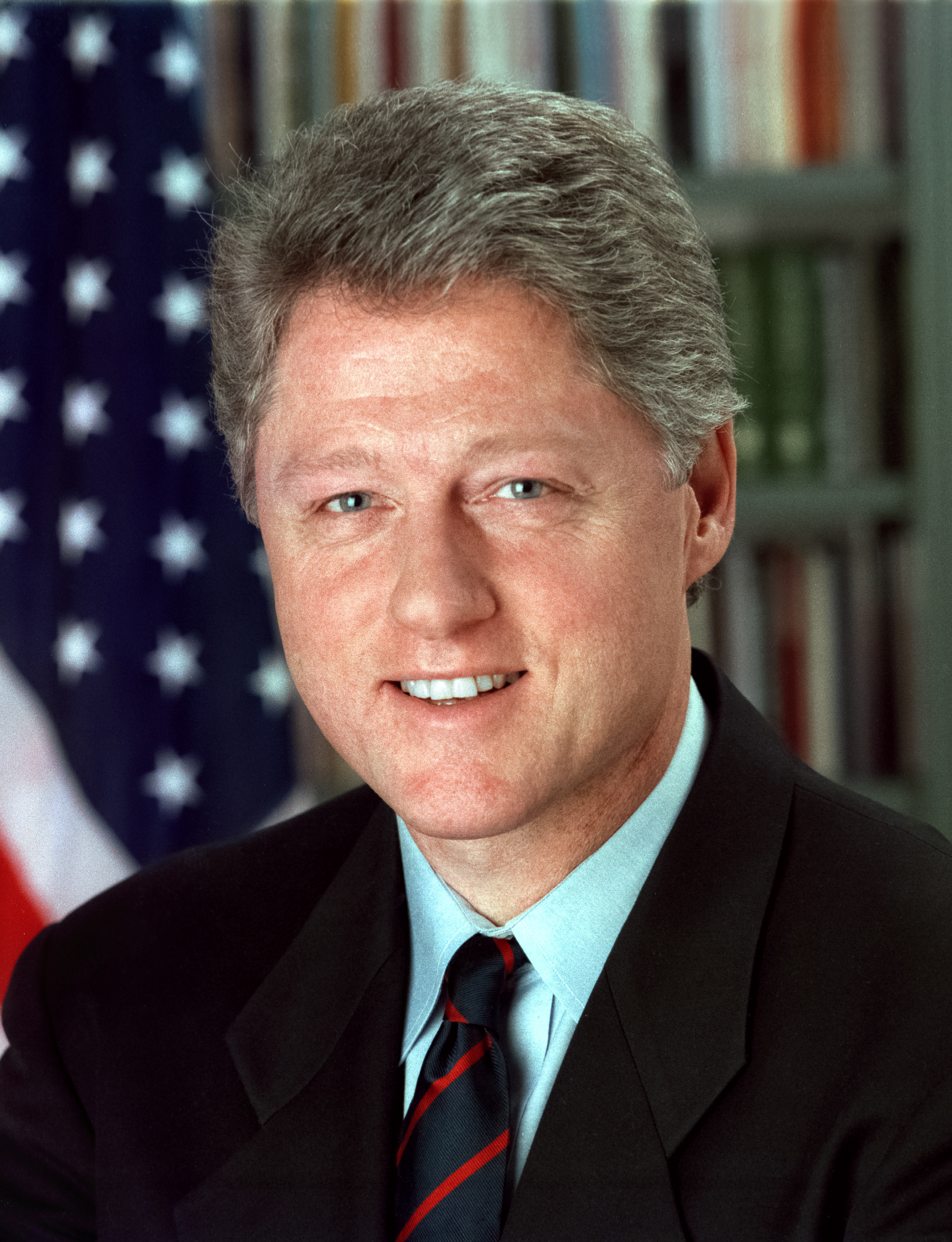
Bill Clinton
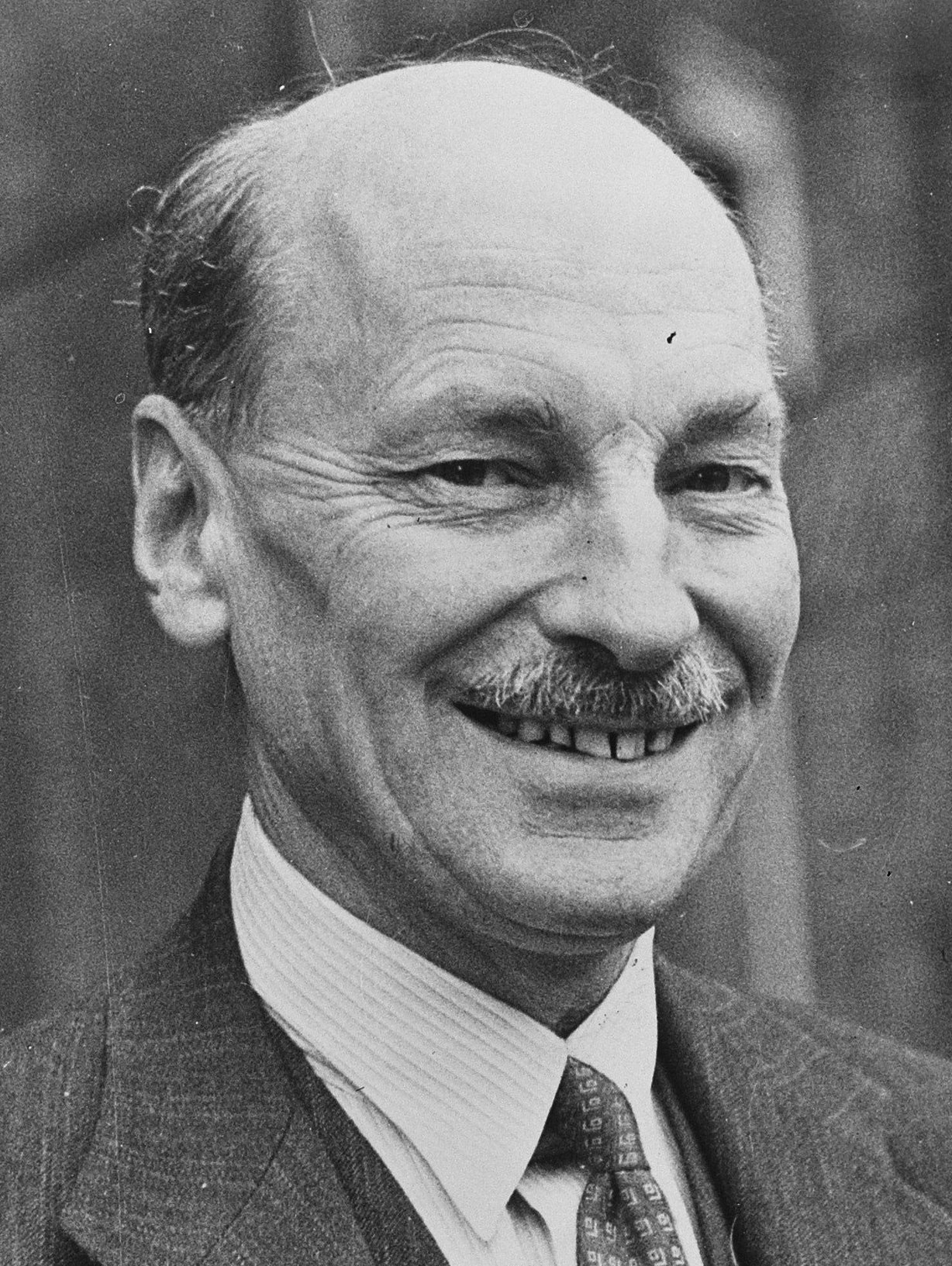
Clement Attlee, Premier Ministre britannique
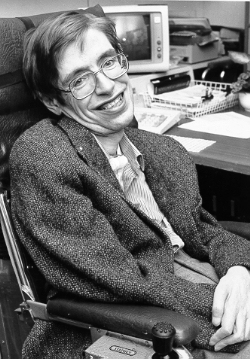
Stephen Hawking
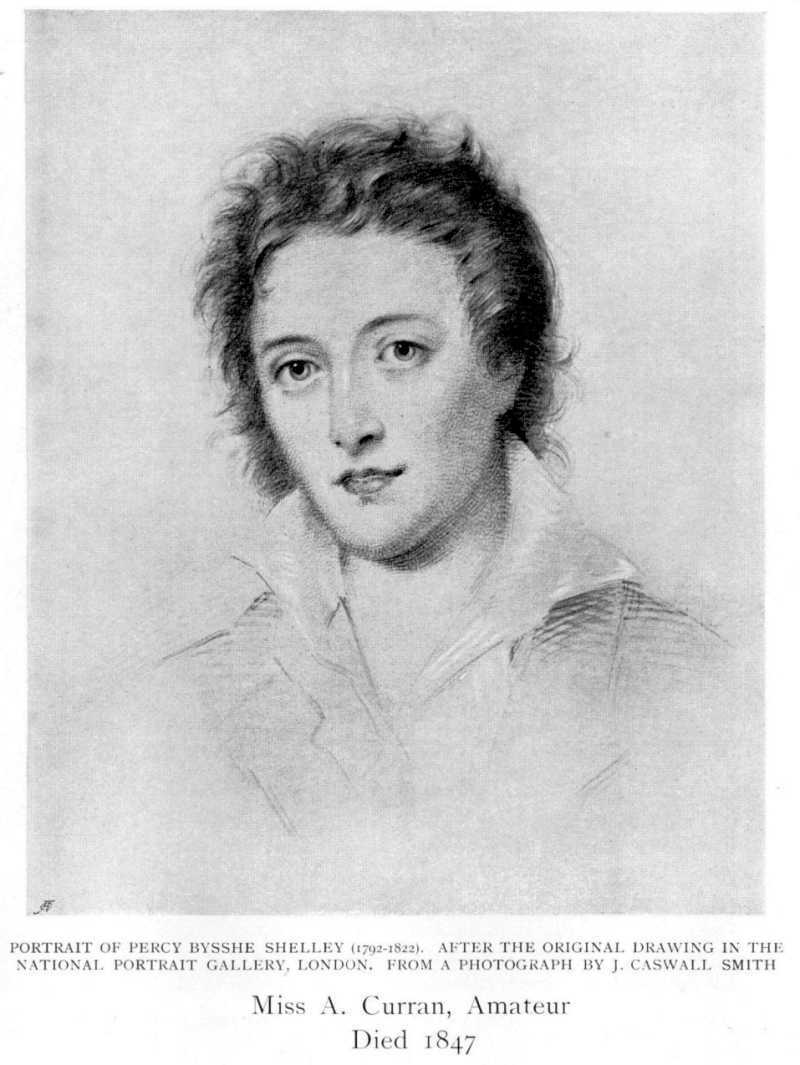
Percy Bysshe Shelley
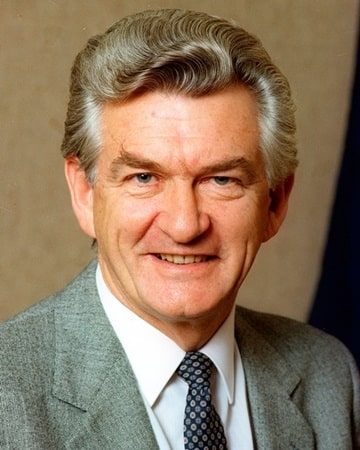
Bob Hawke
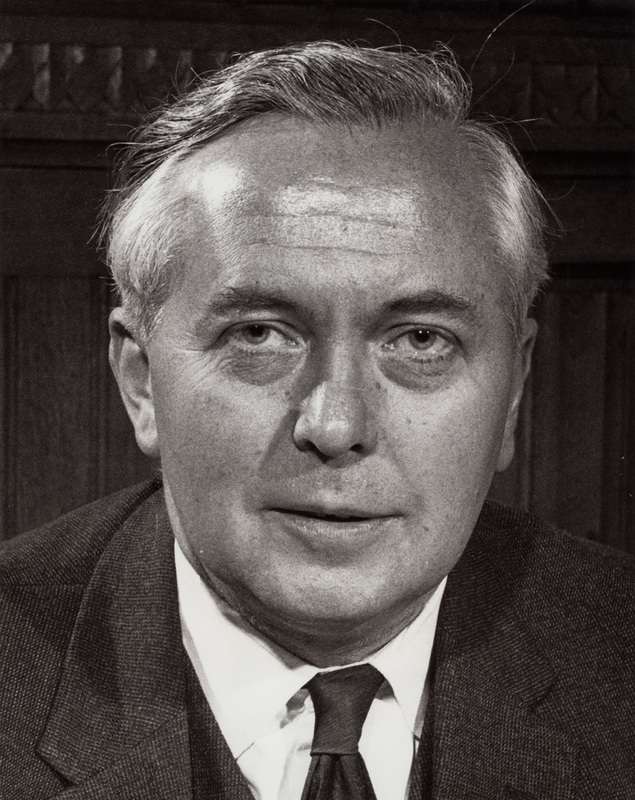
Harold Wilson
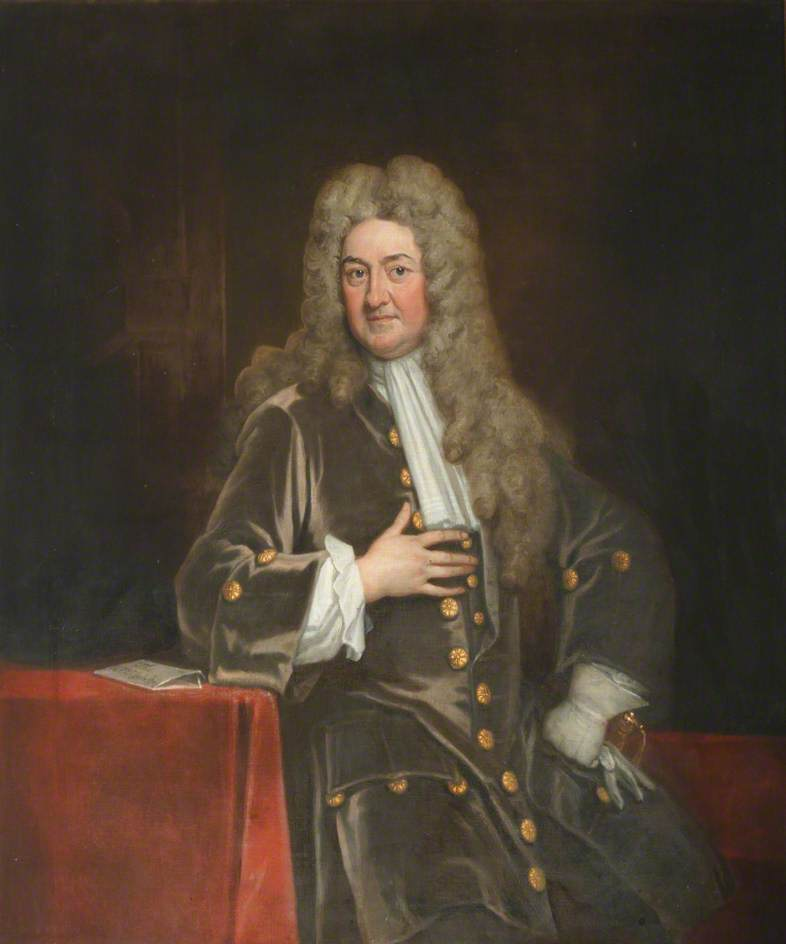
John Radcliffe
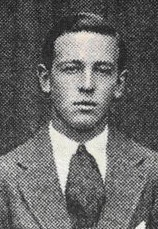
C.S Lewis
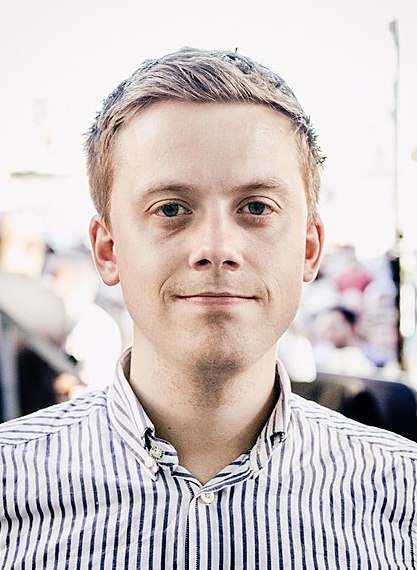
Owen Jones